# Trölladyngja (berg)
Trölladyngja är ett berg i republiken Island. Det ligger i regionen Suðurnes, 24 km söder om huvudstaden Reykjavík. Toppen på Trölladyngja är 379 meter över havet.
Runt Trölladyngja är det ganska tätbefolkat, med 149 invånare per kvadratkilometer. Närmaste större samhälle är Hafnarfjörður, omkring 16 kilometer nordost om Trölladyngja. Trakten runt Trölladyngja består i huvudsak av gräsmarker.